# Mike Mago
Mike Mago (* 12. März 1979; eigentlich Michiel Thomassen) ist ein niederländischer DJ, der 2014 mit dem Hit Outlines international bekannt wurde.

## Biografie
Mike Mago stammt ursprünglich aus Utrecht. 2010 gründete er in Amsterdam sein eigenes Musiklabel Bmkltsch Rcrds, auf dem er neben eigenen Produktionen auch zahlreiche andere Interpreten veröffentlichte. Erstmals international auf sich aufmerksam machte er mit seiner EP The Show im Jahr 2013. Im Jahr darauf folgte eine Zusammenarbeit mit der kanadischen Elektropopband Dragonette beim Stück Outlines. Es wurde in den Niederlanden und in Belgien veröffentlicht und obwohl es keine Top-10-Platzierungen erreichen konnte, hielt es sich jeweils über ein Vierteljahr in den Charts. Daraufhin wurde es Anfang 2015 auch in Großbritannien veröffentlicht und kam bis auf Platz 8 der britischen Charts.

## Diskografie

### Singles
- 2009: Wooh! & Hey EP
- 2011: Bloem & Plant EP
- 2011: The Power
- 2012: Galactic
- 2012: The Soul
- 2012: Don’t Give A
- 2013: Man Hands
- 2013: The Beat
- 2013: The Show
- 2014: The Gift
- 2014: Outlines (mit Dragonette)
- 2015: What A Love
- 2015: Meant To Be (mit Rogerseventytwo)
- 2015: Deeper Love
- 2016: Daylight (mit KC Lights)
- 2016: Higher (mit Leon Lour)
- 2016: Secret Stash (mit Dragonette)
- 2016: Wasted So Much Of My Life
- 2017: Crossing Borders EP

### Remixe
- 2012: Ben Mono & Lars Moston – Unison
- 2012: Disco Of Doom – Conkers
- 2013: A.N.D.Y. feat. Nyemiah Supreme – Pump It Up
- 2013: Magic Eye – Inside My Love
- 2013: The Hateless – It Must Be Love
- 2013: The Kite String Tangle – Commotion
- 2014: Dan Croll – From Nowhere
- 2014: Foxes – Glorious
- 2014: The Opposites – Laatste Keer
- 2014: Tiesto feat. Matthew Koma – Wasted
- 2014: Wretch 32 – 6 Words
- 2015: AlunaGeorge – Supernatural
- 2015: Avicii – The Nights
- 2015: Bon Voyage – Booshie
- 2015: Clean Bandit – Stronger
- 2015: David Zowie – House Every Weekend
- 2015: Digital Farm Animals – True
- 2015: Feiertag – Damn You
- 2015: Felix Jaehn feat. Polina – Book of Love
- 2015: Kraak & Smaak – Mountain Top
- 2015: Lane 8 feat. Bipolar Sunshine – I Got What You Need
- 2015: Petite Meller – Barbaric
- 2015: Shift K3y – Name & Number
- 2015: Watermät & Becky Hill – All My Love
- 2016: Bastille – Send Them Off
- 2016: Ellie Goulding – Army
- 2016: Lost Frequencies – What Is Love 2016
- 2017: Junge Junge feat. Kyle Pearce – Run Run Run
- 2017: Nytrix – Love Never Died
- 2017: Off Bloom – Falcon Eye
- 2017: Wolves by Night – Close to Me
- 2018: Branch & Broo – Yours
- 2018: Karen Harding & Tom Ferry – Runaway